# Legumea
Legumea (Leguimea) ist eine osttimoresische Aldeia im Suco Fatumasi (Verwaltungsamt Bazartete, Gemeinde Liquiçá). 2015 lebten in der Aldeia 182 Menschen.
Legumea liegt im Westen des Sucos Fatumasi. Nordöstlich liegt die Aldeia Durubasa und östlich und südöstlich die Aldeia Bazartete. Im Südwesten grenzt Legumea an den Suco Metagou und im Nordwesten an den Suco Lauhata. An der Grenze zu Metagou fließt der Hatunapa, ein Quellfluss des Carbutaeloa.
Das Dorf Legumea ist nur über eine schlecht ausgebaute Straße zu erreichen. Viele Häuser liegen abseits der Straße. Hangaufwärts befindet sich in der Ostspitze der Aldeia eine Grundschule.
2023 wurde Alberto Pereira zum Chefe de Aldeia gewählt.